# Station Stange
Station Stange is een station in  Stange in Innlandet  in  Noorwegen. Het station ligt aan Dovrebanen. Het stationsgebouw dateert uit 1880 en is een ontwerp van Peter Andreas Blix. In 1999 is het complex gerenoveerd waarbij een tweede perron werd aangelegd..